# Solrøds kommun
Solrøds kommun (danska: Solrød Kommune) är en kommun i Region Själland (före danska kommunreformen 2007 tillhörande Roskilde amt) i östra Danmark. Kommunen har en yta på 40,49 km² och hade 21 156 invånare 2012. Den gränsar till Greve, Køge och Roskilde kommuner och ligger vid Køge-bukten ca 30 kilometer sydväst om Köpenhamn.
Kommunens storlek förändrades inte vid kommunreformen 2007.